# Roelof van der Merwe
Roelof Erasmus van der Merwe (nacido el 31 de diciembre de 1984) es un jugador de críquet holandés-sudafricano.

## Carrera profesional
El 5 de abril de 2009, Van der Merwe hizo su debut en ODI contra Australia. En septiembre de 2019, fue nombrado en el equipo holandés para el torneo clasificatorio para la Copa del Mundo ICC T20 de 2019 en los Emiratos Árabes Unidos.